# Lipocarpha maculata
Lipocarpha maculata är en halvgräsart som först beskrevs av André Michaux, och fick sitt nu gällande namn av John Torrey. Lipocarpha maculata ingår i släktet Lipocarpha och familjen halvgräs. Inga underarter finns listade i Catalogue of Life.